# Guayabetal (kommun)
Guayabetal är en kommun i Colombia.   Den ligger i departementet Cundinamarca, i den centrala delen av landet, 50 km söder om huvudstaden Bogotá. Antalet invånare är 4 780.